# لانس سميث (لاعب كرة قدم أمريكية)
لانس سميث (بالإنجليزية: Lance Smith)‏ هو لاعب كرة قدم أمريكية أمريكي، ولد في 1963 في نيويورك في الولايات المتحدة.

## وصلات خارجية
- لانس سميث على موقع مرجع كرة القدم المحترفة.كوم (الإنجليزية)